# Покрівельні матеріали
Покріве́льні матеріа́ли — матеріали, що використовують для покриття дахів.

## Власне покрівельні матеріали

### Класифікація
Покрівельні матеріали можна поділити на дві групи:

Жорсткі
- Металеві (покрівельна сталь):
  - Чорна і оцинкована сталь
  - Чавунний покрівельний лист
  - Профнастил
  - Металочерепиця
- Природний камінь (кам'яні плити)
- Плити і листи з штучного матеріалу (черепиця, азбестоцемент), шифер, єврошифер;
- Дерев'яні:
  - Ґонт
  - Драниця
  - Тес

Гнучкі

- Руберойд
- Гумобітум
- Пергамін
- Бітумна черепиця тощо.

## Підпокрівельні матеріали

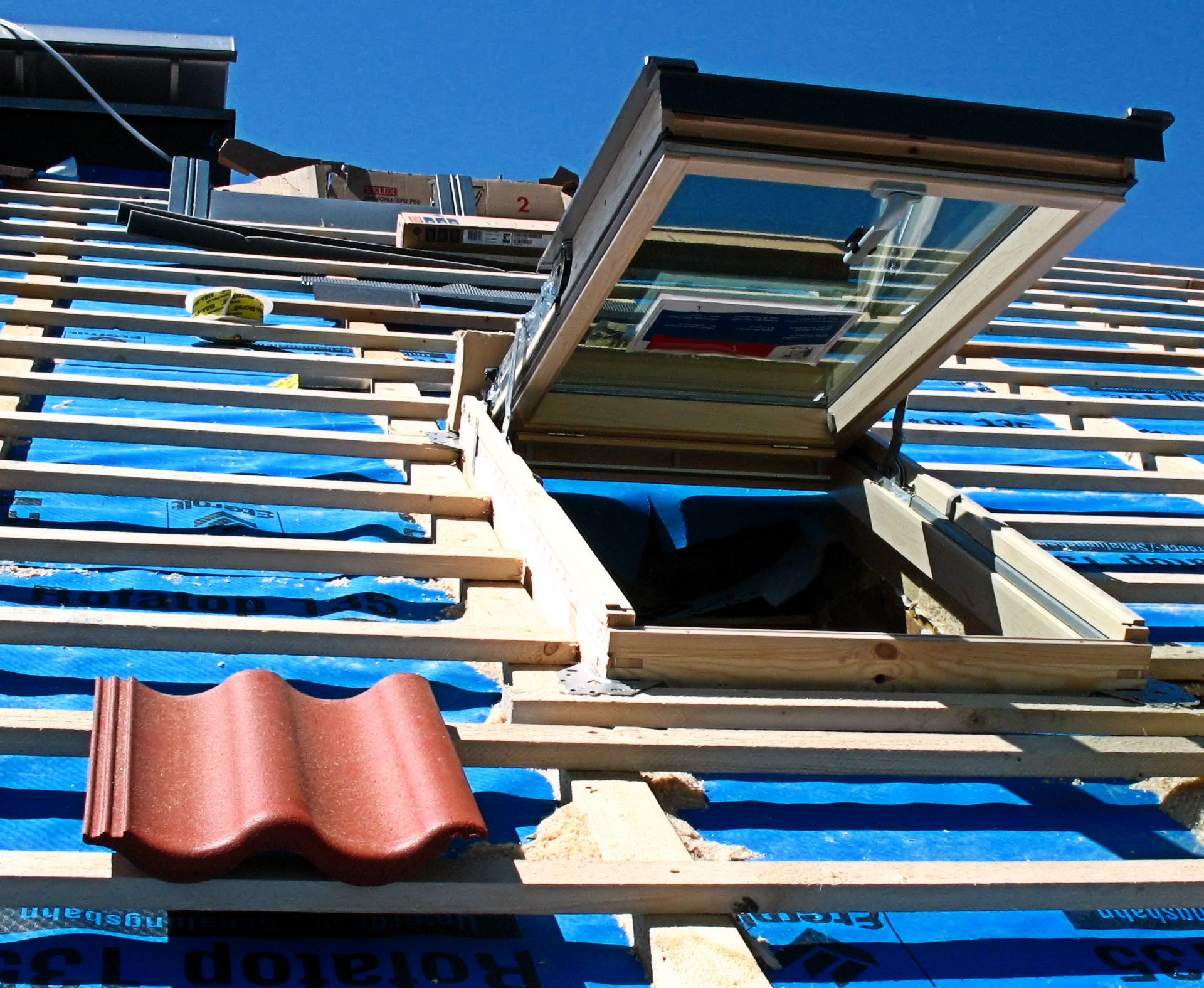
Дахова плівка

- Підпокрівельні плівки — застосовуються для захисту теплоізоляції й тримальних конструкцій даху від потрапляння вологи.